# هوانوردی نظامی
هوانوردی نظامی به‌کارگیری هر گونه هواگرد برای مقاصد نظامی را گویند.

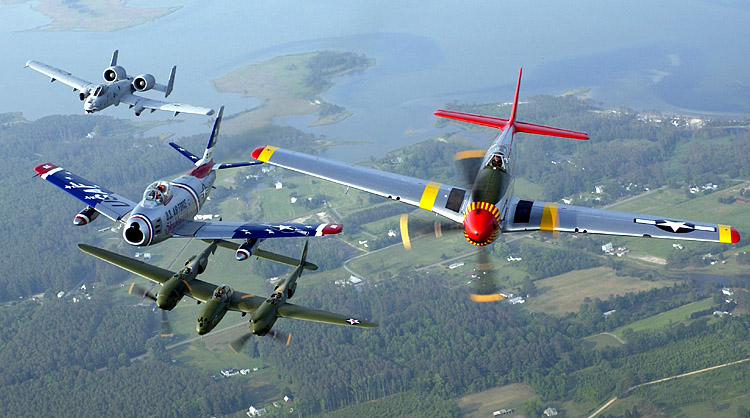
An ای-۱۰ تاندربولت ۲, اف-۸۶ سیبر, لاکهید پی-۳۸ لایتنینگ و پی-۵۱ ماستنگ هنگام یک پرواز گروهی در یک نمایش هوایی در پایگاه هوایی لانگلی ویرجینیا.

## تاریخچه
نخستین کاربرد نظامی از یک هواگرد به سال ۱۷۹۴ بر می‌گردد هنگامی که فرانسوی‌ها در نبرد فلوروس یک بالن شناسایی به نام انترپرنان را به هوا فرستادند تا تحرکات نیروهای اتریشی را زیر نظر بگیرند. در نبردهای بعدی نیز از بالن برای شناسایی استفاده شد که نمونهٔ بارز آن جنگ داخلی آمریکا بود. استفاده از این بالن‌ها حتی تا جنگ جهانی دوم نیز ادامه داشت، ولی کاربرد آن با ساخت هواگردهای پیشرفته تر کم گردید.
از زمانی که هواپیما اختراع شد به این دستاورد بشر به چشم یک جنگ افزار نگریسته می‌شد. هواپیمای برادران رایت در سال ۱۹۰۹ به وسیلهٔ ارتش آمریکا برای مقاصد نظامی خریداری گردید و در سال ۱۹۱۱ ایتالیایی‌ها از انواع هواپیما برای مقاصد شناسایی، عکاسی شناسایی و بمباران در جنگ ایتالیا و عثمانی بهره گرفتند. نخستین مأموریت هواپیماهای نظامی، شناسایی بود، ولی با آغاز جنگ جهانی اول به عنوان دیده بان، شکاری و بمب افکن نیز به کار گرفته شدند. با آغاز جنگ جهانی دوم پیشرفت سریعتری در تکنولوژی هواگرد پدید آمد و گوناگونی مأموریت هواگردها افزایش یافته و کارایی آن‌ها نیز بیشتر شد. در جنگ جهانی دوم هواگردها نقش بسیار عمده تری در جنگ ایفا نموده و نقش سرنوشت‌سازی در جنگ داشتند که از میان این نبردها می‌توان نبرد بریتانیا و حمله به پرل هاربر را نام برد. ناوهای هواپیمابر نسبت به رزم ناوها نقش مهمتری ایفا می‌نمودند و هزینهٔ بسیار هنگفتی صرف ساخت ناوهای هواپیمابر و نابودی ناوهای هواپیمابر دشمن گردید. اختراع موتور جت، رادار، بمب افکن استراتژیک و موشک‌های اولیه و کامپیوترها از پیشرفت‌های جنگ جهانی دوم بود که این اختراع‌ها تا هم‌اکنون نیز کاربرد دارد. همچنین نمونهُ اولیه هلیکوپتر در اواخر جنگ جهانی دوم اختراع گردید. در دورهٔ جنگ سرد پیشرفت تکنولوژی هواگردها ادامه یافت و در چندین نبرد از جمله جنگ کره و جنگ ویتنام از هواگردها بهره‌برداری شد.

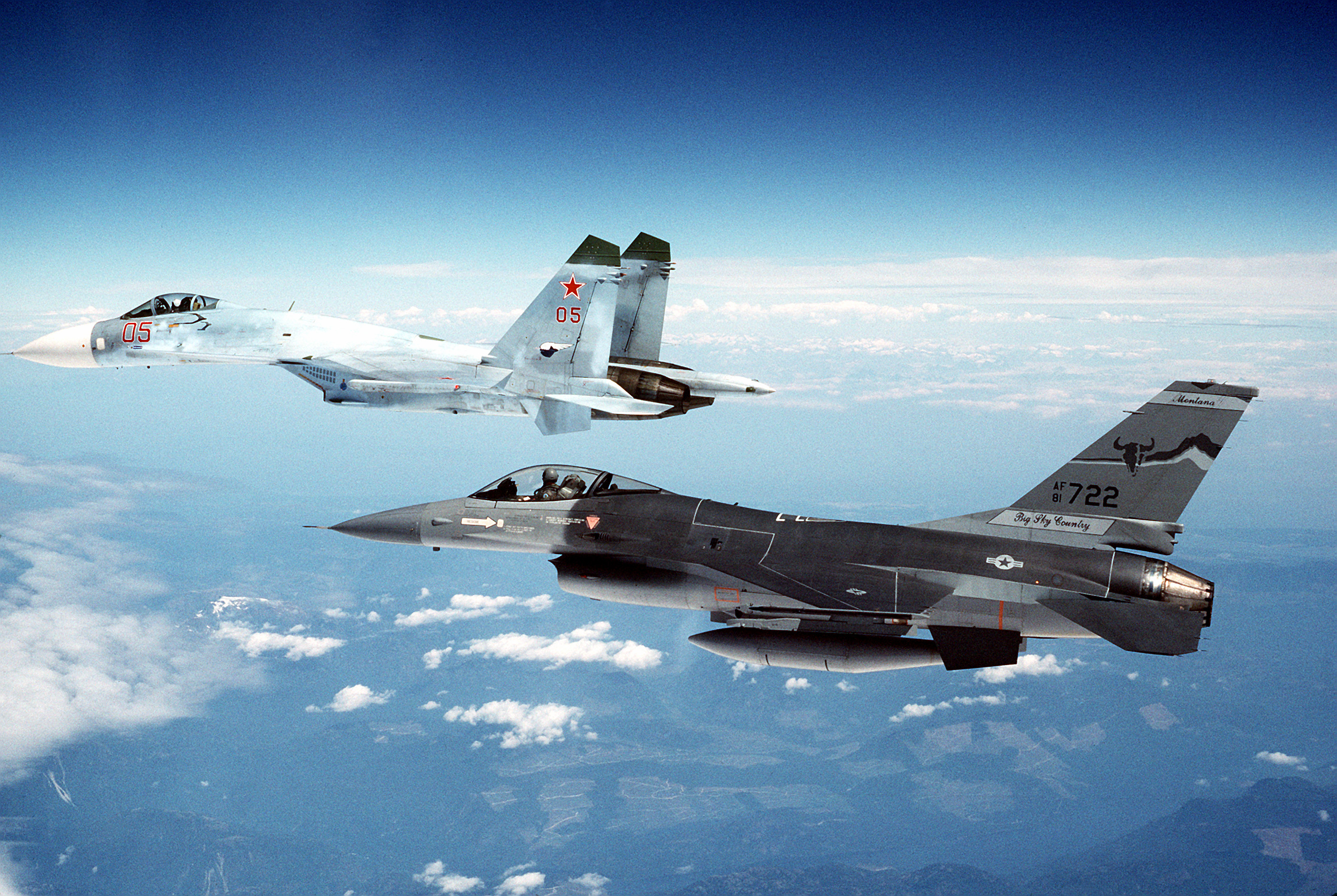
یک فروند سوخو-۲۷ فلانکر شوروی به همراه یک فروند اف-۱۶ فایتینگ فالکن فایتینگ فالکن در ماه اوت سال ۱۹۹۰

از دههٔ هشتاد تاکنون پیشرفت‌های بسیاری در زمینهٔ الکترونیک هواگردها، مانورپذیری آن‌ها و عمودپرواز بودن و همچنین رادارگریز بودن آن‌ها پدید آمده‌است.